# Nîjni Holovli, Slavuta
Nîjni Holovli (în ucraineană Нижні Головлі) este un sat în comuna Holovli din raionul Slavuta, regiunea Hmelnîțkîi, Ucraina.

## Demografie
Componența lingvistică a localității Nîjni Holovli
     Ucraineană (95,29%)
     Rusă (2,94%)
Conform recensământului din 2001, majoritatea populației localității Nîjni Holovli era vorbitoare de ucraineană (95,29%), existând în minoritate și vorbitori de rusă (2,94%).